# 警音器 (自転車)
警音器（けいおんき）は、自転車の搭乗者が周囲の往来へ危険を警告するための音具である。自転車の車両を規定する法規において、取り付けが義務化されている。
自転車の警音器には、ベル、ホーン、等といった形態がある。特に引きうちベルが最もよく用いられている。

## ベル

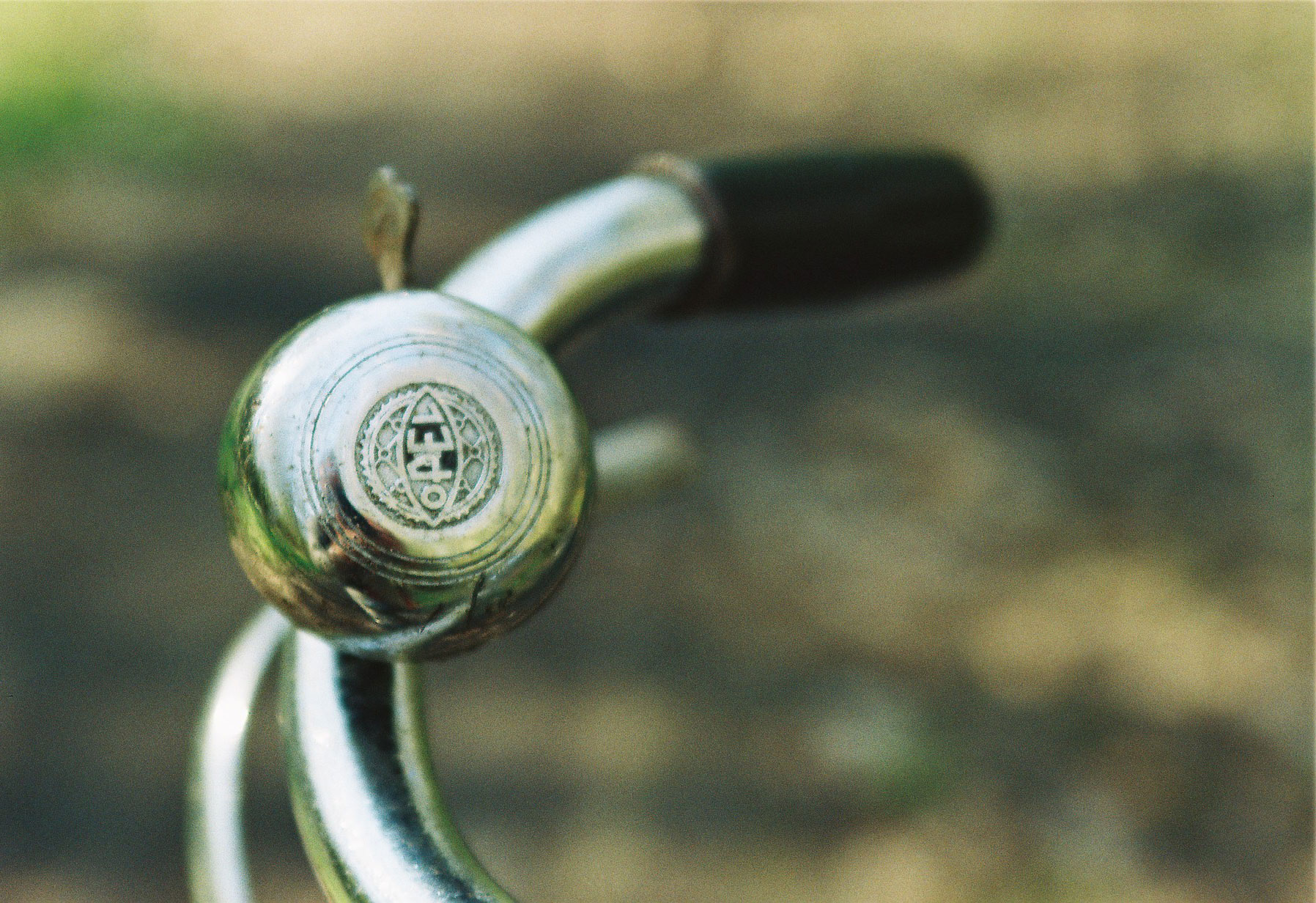
引き打ちベル

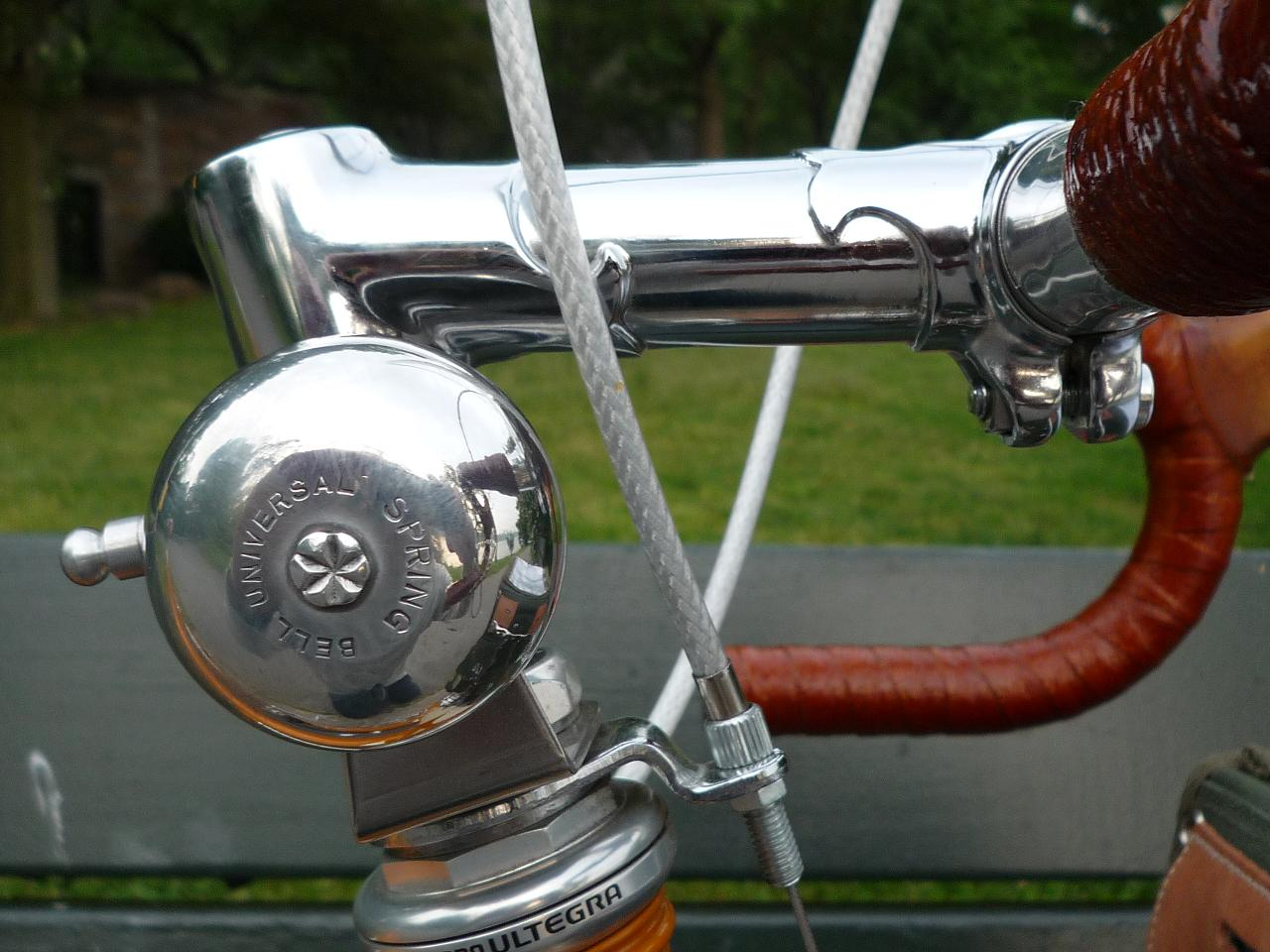
スプリングベル

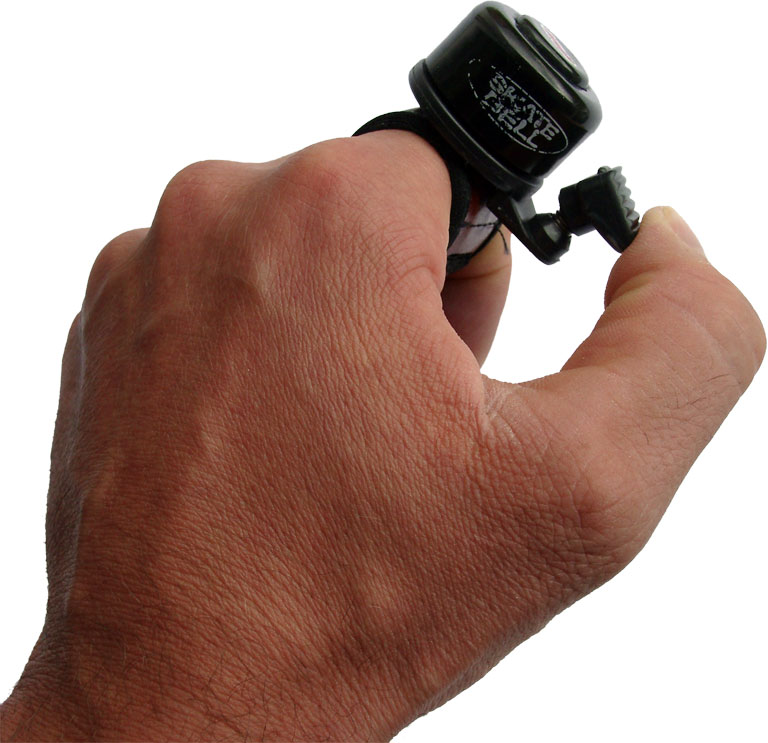
単打ベル（樹脂製留め具）

ベルは鐘を打ち鳴らす打楽器の構造になっており、引き打ちベル、スプリングベル、単打ベル、電磁打ベル、等の方式がある。
日本ではJIS D 9451『自転車－ベル』によって規格化され、引き打ちベル、単打ベル、スプリングベルが定められている。また国際標準化機構の国際規格としてISO 7636の規定があったが2005年に廃止された。
引きうちベル
引き手を引くと内部のにある打子のついた部品が回転し、ベルわんを打ち鳴らす。

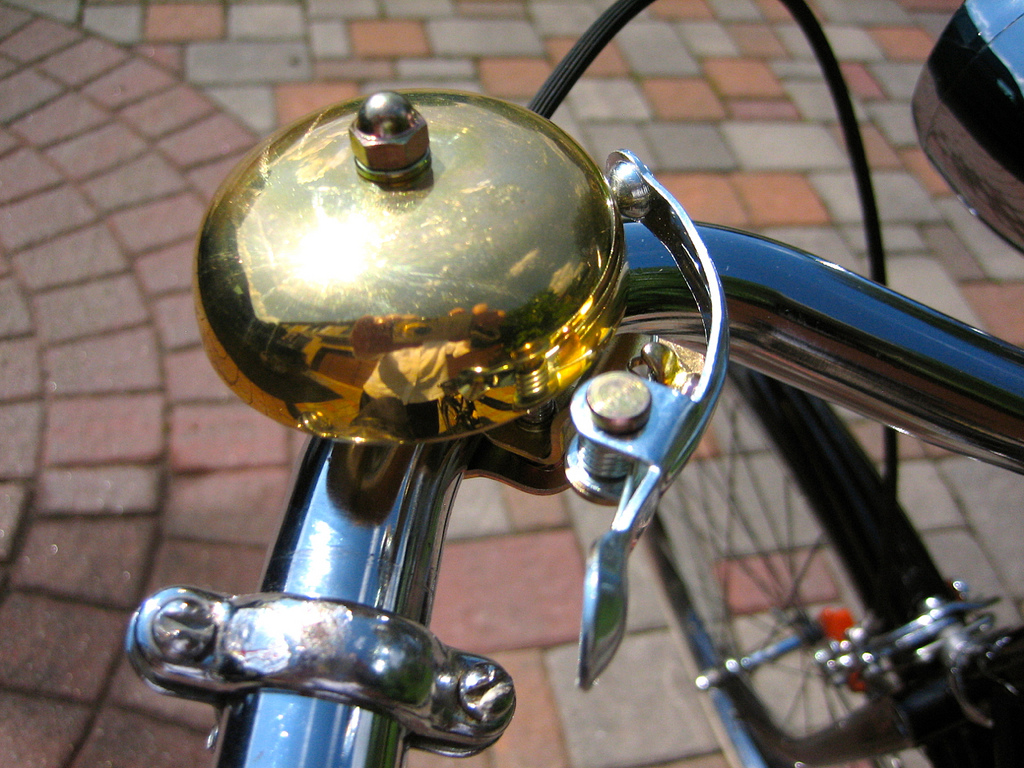
単打ベル
引き手を引いて離すと、打子がバネの力で、ベルわんを打ち鳴らす。留め具の部分が樹脂製のものと金属製のものがある。
スプリングベル
スプリングについている打子を、指で弾くことでベルわんを打ち鳴らす。

## ホーン
電気的に振動するダイアフラムを発音素子に利用したホーンが用いられる。

## 法規制
日本の道路交通法においては、自転車の警音器は自動車や二輪車と区別されておらず、第54条（警音器の使用等）の規制を受ける。この条文では、1項で「警音器を鳴らさなければならない」状況が指定され、2項では1項を除く場合において、「危険を防止するためやむを得ないとき」以外の使用を禁じている。この条文は、進路上にいる他の自転車や歩行者に進路を譲らせる目的で鳴らしてはならないと解される。（通称、歩行者優先の原則）
イギリスでは、サッチャーの政権下において取り付け義務の規制緩和が1983年に執行され警音器のない自転車の販売が認められた。
しかし歩行者との出会い頭など自転車が関係する交通事故が問題視され、2004年には警音器のない自転車の販売が再び禁止された。
ニュージャージー州では100フィート（約30.5メートル）ほど離れた場所で聞き取れる警音器の取り付けを義務付けている。